# Гаврило Предојевић
Гаврило Предојевић је био митрополит дабро-босански у периоду до 1638. године и загребачко-љубљански митрополит у периоду од 1642—1644. године.
Био је митрополит дабро-босански до 1638. године, када одлази у манастир Рмањ.
Када је године 1638. овај манастир Рмањ спаљен, његов игуман Василије моли цара Фердинанда III (1637—1657) да за своје монахе подигне нови манастир на приморју, где се налазио велики број избеглица из крајева под Турцима османлијама. Овој молби супротставио се карловачки генерал Вук Франкопан. Исти генерал 1642. известио је цара да се на његово подручје доселило око 100 православних калуђера. Није им дозвољено задржавање. Једни су отишли у манастир Марчу а други у Лепавину. Из манастира Рмња, одакле су свакако били добрим делом и поменути калуђери, у манастир Марчу преселио се тада епископ Гаврило Предојевић са својим ђаконом Савом Станисављевићем и 70 калуђера.